# Championnat du Tadjikistan de football 2022
Navigation
Saison précédente Saison suivante
La saison 2022 du Championnat du Tadjikistan de football est la 31e édition de la première division au Tadjikistan. La compétition regroupe dix clubs, qui s'affrontent deux fois, puis le championnat est scindé en deux. À l'issue de la saison, les deux derniers sont relégués.
C'est Istiqlol Douchanbé, tenant du titre, qui remporte à nouveau la compétition cette saison après avoir terminé en tête. C'est le onzième titre de champion du Tadjikistan de l'histoire du club et le neuvième acquis consécutivement.

## Les clubs participants
- Istiqlol Douchanbé
- FK Khodjent
- FK Khatlon Bokhtar
- Regar-TadAZ Tursunzoda  - Promu de D2
- Istaravshan
- KMVA Pamir Douchanbé
- Ravşan Zafarobod - Promu de D2
- FK Fayzkand
- Ravshan Kulob
- FK Esxata Xuçand

## Compétition

### Changement de format
Cette saison le format du championnat change, les équipes se rencontrent dans une première phase deux fois ensuite le championnat est scindé en deux. Les cinq premiers jouent dans la poule championnat en emportant les points acquis lors de la première phase. Les cinq derniers jouent dans la poule relégation. Lors de la deuxième phase les équipes ne se rencontrent qu'une seule fois. Le premier de la poule championnat est déclaré champion du Tadjikistan, les deux derniers de la poule de relégation sont relégués en deuxième division.
Le barème de points servant à établir le classement se décompose ainsi :
- Victoire : 3 points
- Match nul : 1 point
- Défaite : 0 point

### Saison régulière
| Rang | Équipe                   | Pts | J  | G  | N | P  | Bp | Bc | Diff |
| ---- | ------------------------ | --- | -- | -- | - | -- | -- | -- | ---- |
| 1    | Istiqlol DouchanbéT C    | 39  | 18 | 11 | 6 | 1  | 38 | 11 | +27  |
| 2    | FK Khatlon Bokhtar       | 28  | 18 | 7  | 7 | 4  | 16 | 11 | +5   |
| 3    | Ravshan Kulob            | 28  | 18 | 7  | 7 | 4  | 19 | 16 | +3   |
| 4    | FK Khodjent              | 27  | 18 | 7  | 6 | 5  | 21 | 13 | +8   |
| 5    | KMVA Pamir Douchanbé     | 25  | 18 | 7  | 4 | 7  | 22 | 24 | -2   |
| 6    | FK Fayzkand              | 22  | 18 | 6  | 4 | 8  | 18 | 29 | -11  |
| 7    | Istaravshan              | 22  | 18 | 6  | 4 | 8  | 23 | 19 | +4   |
| 8    | FK Esxata Xuçand         | 24  | 18 | 5  | 5 | 8  | 22 | 29 | -7   |
| 9    | Ravşan Zafarobod P       | 19  | 18 | 4  | 7 | 7  | 20 | 35 | -15  |
| 10   | Regar-TadAZ Tursunzoda P | 13  | 18 | 3  | 4 | 11 | 13 | 25 | -12  |

|  | Qualification pour la poule championnat                                                |
|  | Qualification pour la poule relégation                                                 |
|  | T : Tenant du titre C : Vainqueur de la Coupe du Tadjikistan P : Promu de Pervaya Liga |

### Poule championnat
| Rang | Équipe                | Pts | J  | G  | N | P  | Bp | Bc | Diff |
| ---- | --------------------- | --- | -- | -- | - | -- | -- | -- | ---- |
| 1    | Istiqlol DouchanbéT C | 48  | 22 | 14 | 6 | 2  | 46 | 13 | +33  |
| 2    | Ravshan Kulob         | 35  | 22 | 9  | 8 | 5  | 25 | 22 | +3   |
| 3    | FK Khodjent           | 34  | 22 | 9  | 7 | 6  | 29 | 18 | +11  |
| 4    | FK Khatlon Bokhtar    | 34  | 22 | 9  | 7 | 6  | 23 | 17 | +6   |
| 5    | KMVA Pamir Douchanbé  | 25  | 22 | 7  | 4 | 11 | 30 | 34 | -4   |

|  | Qualification pour la Ligue des champions de l'AFC 2023-2024                           |
|  | Qualification pour la Coupe de l'AFC 2023-2024                                         |
|  | T : Tenant du titre C : Vainqueur de la Coupe du Tadjikistan P : Promu de Pervaya Liga |

### Poule relégation
| Rang | Équipe                   | Pts | J  | G | N | P  | Bp | Bc | Diff |
| ---- | ------------------------ | --- | -- | - | - | -- | -- | -- | ---- |
| 6    | FK Fayzkand              | 28  | 22 | 8 | 4 | 10 | 25 | 34 | -9   |
| 7    | FK Esxata Xuçand         | 27  | 22 | 7 | 6 | 9  | 29 | 32 | -3   |
| 8    | Istaravshan              | 25  | 22 | 7 | 4 | 11 | 26 | 27 | -1   |
| 9    | Regar-TadAZ Tursunzoda P | 25  | 22 | 7 | 4 | 11 | 23 | 26 | -3   |
| 10   | Ravşan Zafarobod P       | 20  | 22 | 4 | 8 | 10 | 21 | 46 | -25  |

|  | Relégation en deuxième division                                                        |
|  | T : Tenant du titre C : Vainqueur de la Coupe du Tadjikistan P : Promu de Pervaya Liga |

## Bilan de la saison
| Championnat du Tadjikistan de football 2022 |                                 |
| Champion                                    | Istiqlol Douchanbé (11e titre)  |
| Coupes et trophées                          |                                 |
| Vainqueur de la Coupe du Tadjikistan 2022   | Istiqlol Douchanbé              |
| Qualifications continentales                |                                 |
| Ligue des champions de l'AFC 2023-2024      | Istiqlol Douchanbé              |
| Coupe de l'AFC 2023-2024                    | Ravshan Kulob                   |
| Coupe de l'AFC 2023-2024                    | FK Khodjent (tour préliminaire) |
| Promotions et relégations                   |                                 |
| Promus en Ligai Olii                        | Hosilot Farxor                  |
| Promus en Ligai Olii                        | Kuktoş Rudaki                   |
| Relégués en Ligai Yakumi                    | Regar-TadAZ Tursunzoda          |
| Relégués en Ligai Yakumi                    | Ravşan Zafarobod                |